# 川上久林
川上 久林（かわかみ ひさしげ）は、安土桃山時代から江戸時代前期にかけての武将。島津氏の家臣。

## 生涯
天正4年（1576年）、川上忠堅の子として誕生。
文禄元年（1592年）、島津忠恒の供をして文禄の役に従軍し朝鮮に渡海している。慶長5年（1600年）の関ヶ原の戦いの際には、島津義弘の陣に馳せ参じ、その退却戦で東軍の井伊直政軍が攻め掛かってくると、叔父・忠兄、久智、及び押川公近、久保之盛と共に下馬して踏み止まり奮戦、後に「小返しの五本鑓」の一人に数えられる。
久林は薩摩国高城の地頭を務め、慶長19年（1614年）の大坂の陣にも人数賦御使番衆33人のうちの一人として出陣している。
寛永2年（1625年）、死去。